# ШНыр (серия романов)
«Школа Ныряльщиков» — серия фэнтезийных романов Дмитрия Емца о мире шныров. Упрощённое название серии — «ШНыр». В ней родоначальник жанра «хулиганское фэнтези» и автор популярных сериалов «Таня Гроттер» и «Мефодий Буслаев» Дмитрий Емец создаёт мир, позволяющий по-новому взглянуть на самые привычные вещи. Этот мир сложней и опасней предыдущих миров писателя, и главные герои в нём взрослее — на начало серии им по 16-20 лет. Девятая часть «Цветок трёх миров» была выпущена в июле 2017 г. В отличие от предыдущих сериалов автора, «ШНыр» не имеет главного персонажа.

## Сюжет
Мир без лжи и предательства, мир, в котором нет места слабости и отчаянию, — таков мир шныра. Все шныры были когда-то выбраны чудесными золотыми пчёлами и доставлены в Школу Ныряльщиков, известную как «ШНыр». Главная задача шныров — спасать жизни людей, рискуя своей, и мешать воцарению зла в мире. Шныр не имеет права ничего взять себе, такова их сущность и таков закон ШНыра. Выбранные золотыми пчёлами подростки проходят в школе специальную подготовку: изучают кодекс и правила ШНыра, учатся летать на пегасах, обращаться с нерпью и боевым арбалетом — шнеппером. Достигнув необходимого уровня подготовки, шныр на пегасе отправляется на двушку — параллельный мир без зла и смерти — за закладками. Закладки обладают чудесной силой, способной исцелить больного человека, подарить ему какой-либо талант и т. д., но шныр не может присвоить даже самую нужную ему закладку — в противном случае двушка перестанет его впускать и он перестанет быть шныром. С каждым новым нырком опыт шныра увеличивается, а с ним и качество нырка. Но перед каждым нырком на двушку нужно пройти мёртвый мир зла — болото, в котором застрянет любой неопытный шныр, и противостоять злобным духам болота — эльбам и коварным ведьмарям (бывшим шнырам, когда-то присвоившим закладку). «Шныры не маги, хотя их способности превосходят всякое человеческое разумение, — если где-то в мире происходит что-то значительное или необъяснимое, значит, дело не обошлось без шныров.»

## Книги
1. ШНыр. Пегас, лев и кентавр (2010)
2. ШНыр. У входа нет выхода (2010)
3. ШНыр. Мост в чужую мечту (2011)
4. ШНыр. Стрекоза второго шанса (2012)
5. ШНыр. Муравьиный лабиринт (2013)
6. ШНыр. Череп со стрелой (2014)
7. ШНыр. Глоток огня (август 2015)
8. ШНыр. Седло для дракона (6 марта 2017)
9. ШНыр. Цветок трёх миров (июль 2017)
10. ШНыр. Замороженный мир (январь 2019)
11. ШНыр. Дверь на двушку (декабрь 2019)
12. ШНыр. Сердце двушки (июль 2021)

## Персонажи

##### Старшие шныры
Ул (Олег Иванович) — старший шныр. На момент первой книги ему 20 «с хвостиком». Среднего роста, не мускулистый, но литой, точно из дубового пня вытесан. Короткий шрам на верхней губе (результат пропущенного удара велосипедной цепью в парке им. Горького), русская кровь с примесью калмыцкой, широкий размах плеч и ботинки сорок третий номер. Коронная фраза — «Чудо, былиин!» Состоит в шныровском браке с шныркой Ярой.
Имеет пега Азу.
Афанасий — 20 лет. На полголовы выше Ула и на полгода младше. Таких, как он, часто называют красивыми. Худощавый, с узкими плечами и длинными жеребячьими ногами. Волосы льняные, как у немецкого принца, периодически отращивает и сбривает маленькие усики, из-за которых начинает походить на Арамиса. В пятой книге связан ведьмарским браком с девушкой-инкубатором Гулей. В шестой книге убивает эля Гули, но она вновь его подселяет. В десятой книге они избавляются от эля окончательно.
Родион — когда-то его бросила девушка, с тех пор он не очень хорошо относится ко всем представительницам прекрасного пола. Краснолицый, матёрый, небритый, недоверчивый и немного угрюмый. В четвёртой книге ушел из ШНыра, но в шестой возвращается назад. В седьмой книге поверженный враг подселяет к нему эля, но Родион избавляется от него нырком на двушку.
Макс — старший шныр. Бывший венд. Заикается. Отлично стреляет из шнеппера и арбалета.
Яра (Ярослава) — старшая шнырка. Состоит в шныровском браке с Улом и родила мальчика от него. Очень смелая и умная девушка. Есть жеребёнок по имени Гульденок.

##### Средние шныры
Наста (Анастасия Федоровна Несмеянова) — средняя шнырка с обритой наголо головой, гильзой, вставленной в ухо, и с сбритыми бровями. На шее татуировка в виде скорпиона. Нарочно обривает себя, хотя раньше имела густейшие волосы и была симпатичной. Курит. Любимое обращение к кому бы то ни было — «Ты, вдова…». Хранительница дракончика по имени Гастрафет (сокращенно Гастрит).
Витяра — парень с огромными ушами-баранками и прыщиками. Романтик, благородный мечтатель. С тонкими слабыми руками, нелепый, он один мог выйти на пять человек, если считал, что кого-то обижают. Его, конечно, били, но он все равно оставался победителем. А ведь даже не умел правильно сжимать кулаки. Был лучшим другом Платоши. Любимая фраза — «От ты дуся!»
Вовчик — очень симпатичный средний шныр. Имеет трудный характер, из-за чего страдает Окса, с которой у него отношения.
Окса — вечно улыбающаяся, довольно болтливая шнырка. Любит Вовчика, но вечно с ним конфликтует из-за того, что тот обращает слишком много внимания на других девушек.
Платоша — бывший средний шныр. Подсел на псиос, из-за чего предал ШНыр и своего лучшего друга Витяру. Позже раскаялся, но назад его не взяли. Тихий романтик с кудрявыми русыми волосами.
Рузя — толстенький средний шныр, влюблён в Насту. Очень любит и ценит свою маму, которая превосходно готовит.
Штопочка (Зинаида) — бой-девица ШНыра. Летает на пеге Звере, который слушается лишь её. Хорошо орудует бичом, грубо матерится, курит и пьёт, но сама по себе добрая и чуткая. Выросла в передвижном цирке, где выступала ассистенткой своего деда, участвуя в самых опасных номерах.
Гоша — не ныряющий шныр. Все его родственники первыми погибали в бою. Формально помогает Суповне и Наде по кухне (на деле сваливает всю работу на Надю). Носит майки с забавными надписями. Обожает уклоняться от поручений.
Надя — кухонная девушка, не ныряющая шнырка. Главная болтунья ШНыра. Однажды случайно (через куклу Жомочку) передала ведьмарям информацию о Стрекозе второго шанса. Тогда же стало ясно, что она всё же вполне верна Шныру. Любимое занятие — жаловаться на свою участь.
Денис - бывший шныр. В первой книге сливается с закладкой и оставляет своего проводника, Яру, на двушке. Его нелюбимый пег — Дельта.

##### Младшие шныры
Рина (Екатерина) (наст. имя — Анна Альбертовна Долбушина) — младшая шнырка. 16 лет, имеет русые волосы, множество веснушек, «мальчишеские» привычки — носит пристегнутый к ноге нож, предпочтет спуститься из окна с помощью альпинистской веревки, чем обходить весь дом. Заботится о животных. Влюблена в Сашку. В шныровском браке с Сашкой, но не знает об этом. Владеет уникумом — гепардом. Имеет свою личную гиелу — Гавра. Обладает волшебным кольцом, которое принадлежит лучшему писателю. Ходит вместе с Оксой и Вовчиком в Копытово к писателям, с крылатым осликом Фантомом.
Сашка (Александр Дудник) — русый, сероглазый, лицо открытое. До ШНыра занимался боксом. В шныровском браке с Риной. Получил в 6 книге уникум — череп со стрелой.
Макар Горошко — «пацанчик». Невысокий, плотный. Двигается неспешно, вкрадчиво, как кот. Любит разводить собеседников на «ля-ля», отыскивая в них слабину. Предпочитает достать из кармана автоматную гильзу и вертеть её в пальцах, или открывать и закрывать кнопочный ножик. Говорит неспешно, так, что от слова до слова можно верёвку протягивать, часто предпочитает ввинтить в свою речь что-нибудь вроде «береги себя, братан», «а ча». Пытается всем доказать, кто он такой и что из себя представляет. Имеет личного пега — молодую кобылу по имени Гроза, которой очень дорожит. Влюблён в «новенькую» Юлю.
Даня Кузнецов — узкоплечий, длиннорукий, ростом под два десять. Зубы крупные, два передних, как у бобра. Глаза зеленые, насмешливые. Руки при ходьбе болтаются, как веревочные, подбородок делает «чик-чик» вправо-влево. Имеет особую, крайне заумную манеру разговаривать. Окружающих называет «господа», даже если вокруг одни дамы. В шестой книге случайно сливается с закладкой и уходит из ШНыра. В седьмой книге оказывается, что он слился с предназначенной ему закладкой, и он возвращается в ШНыр, но пока не ныряет. Избран двумя пчёлами, одна из которых его собственная, а другая «неправильная».
Фреда (Людмила Виноградова) — маленькая, хрупкая, с тонкой шеей. Лицо остренькое, умное, беспокойное. Брови густые, губы обкусанные. Волосы подстрижены ультракоротко — на одну фалангу мизинца. Лоб выпуклый, упрямый. Хочет во всём быть первой. Готова вкалывать, как электровеник, двадцать пять часов в сутки. Часто злится на Лару из-за её тупости и красоты, благодаря которой ей всё прощается. Постоянно грозилась уйти из ШНыра, но в реальности чаще других проявляла свою приверженность к нему. Благодаря своему упорству стала одной из лучших учениц на своём курсе.
Лена — большая, нетолсто полная, с грудью, как диван. Обычно одета в просторную домашнюю кофту ручной вязки, при этом не исключено, что собственной, поскольку умеет вязать и спицами и крючком. Волосы длинные, как у русалки, небрежно заплетены в косу. Вся она — в созерцательной полудреме, медлительная и флегматичная. Но при этом очень хозяйственная и пунктуальная. Симпатизирует Кирюше.
Кирилл — небольшой, горбоносый, всегда в наушниках, даже сидя непрерывно пританцовывает. Зубы неровные, напрыгивают друг на друга. Говорит громко, как все плеерщики. Знакомится со всеми девушками подряд. Симпатизирует Ларе, Леной тяготится, но ему льстит тот факт, что он нравится ей.
Влад Ганич — аккуратист в отглаженном костюме. Мало кому нравится в ШНыре и сам внутренне признаёт себя «сволочью». Как Фреда, часто больше всех грозился уйти из Шныра, но в итоге всё равно остался. Очень любит наблюдать за золотыми пчёлами.
Алиса Федина — хранительница Зелёного лабиринта. Обожает виселицы и всё, что связано со смертью. На шее — два армейских жетона в связке, по военному стандарту. На лице — нежные розовые прыщики. Любимое занятие — составлять мысленный список сволочей, которые её окружают. Часто конфликтует со своими соседками-шнырками и не считает себя шныркой. Постоянно стремится быть против всех. Однажды, после смертельного ранения Гаем, перенеслась на двушку, предположительно за вторую гряду, благодаря чему выздоровела от раны. С тех пор начала внутренне меняться к лучшему, хотя внешне это не очень заметно.
Лара — длинноногая блондинка. Любит задавать неприличные вопросы и «звонькать» всем подряд, чем очень раздражает Фреду. Не блещет умом, но обладает огромным чувством сострадания и сочувствия к предметам и чужим людям, причём абсолютно искренним.
Юля — «неправильная» шнырка, выбранная пчелой, опьяневшей от растворённого сахара, из-за которого каждая молодая пчела рискует сильно ошибиться в выборе нового шныра. Впервые появляется в пятой книге ШНыра в качестве мстительницы и воровки, всеми силами души ненавидящей ведьмарей из-за гибели своей сестры Веры, которая была инкубатором. Долгое время скрывалась вместе с ней от ведьмарей, пока эль не вылупился, убив «инкубатора» на глазах Юли. С тех пор она очень многое узнала о ведьмарях и фортах, стремилась как можно эффективнее им навредить, но до знакомства с Макаром ничего не знала о шнырах, из-за чего у них в начале знакомства возникли недоразумения. Когда узнала, что избрана пчелой, наотрез отказалась отправляться в ШНыр, чему был рад приглашавший её Афанасий. Но потом всё-таки поселилась в ШНыре, хотя на занятия пока не ходит, а к пегам и полётам только приглядывается. Очень напористая и решительная девушка, ловкая, как кошка, с густыми каштановыми волосами, густыми бровями и острым лицом, похожая на мультяшных зомби. Отлично приспособлена ко всем городским приключениям. Макар в неё влюблён. Возможно она в него тоже, однако пока что это ничем не подтверждено. Первый раз они встретились в недостроенной многоэтажке, где Юля украла прыгун.

##### Самый младший набор шныров, который упоминается в книгах
Маша Белявская — высокая бледная девушка с тёмными волосами. Обладает логическим даром. Всё пропускает через ум, а сердце у неё дремлет. Обладает задатками лидера: не злится, доброжелательна, упряма, уверена в своей правоте. 
Дина Кошкина — обладает некоторыми кошачьими свойствами: обоняние, ночное зрение. Заранее может чувствовать перемену погоды, умеет немножко лечить. Хорошо ладит с котами и кошками, если хорошо знает животное, то может слиться с ним сознанием и видеть его глазами. 
Андрей Нос (Андрей Сергеевич Нос) — упитанный, мощного телосложения парень, имеет мясистый подбородок и круглые щеки. Выглядит старше своего возраста. Умеет творить дублей, причём разум распределяется равномерно по всем дублям. Учился в кадетском корпусе, поэтому часто произносит «А-атставить!», также имеется смешная привычка говорить «пмойму».
Ева — раскосая, тревожная девушка с широкими скулами, и дразнящим взглядом. Первый дар - дар огня. Второй дар - управление эмоциями. Делегирует кому-то свои чувства, чтобы не взорваться самой. Ее эмоции нестандартны. Когда надо плакать - она смеётся. Когда надо смеяться - плачет. В её роду были предки, которые уже взяли закладки, поэтому она и обладает такими способностями.
Фёдор Морозов — невысокий крепкий юноша, чем-то неуловимо похож на юного Меркурия Сергеича без бороды. Дар - оживление предметов. К миру относится презрительно, считает, что ненавидит людей, но лишь потому, что боится их. Часто повторяет «О'кей, гугл!»

##### Преподаватели
Кавалерия (Калерия Валерьевна) — женщина небольшого роста. Средних лет, но выглядит молодо. Осанка, как у танцовщицы. Длинная тонкая коса. Подбородок высоко вскинут, точно она пытается за счёт этого стать выше. На носу — маленькие очочки, не круглые, а очочки-половинки, похожие на распиленный овал. Хозяйка мелкой, лысой, тонконогой, дрожащей и очень капризной левретки по имени Октавий. Владеет одним из семи уникумов — рукой со скипетром. Когда-то давно у неё умер сын. Хороший ныряльщик. Он принес в этот мир живую закладку — «стрекозу второго шанса». Но воспользовался ей и поэтому умер, поскольку в стрекозе не хватало куска.
Кузепыч — завхоз, а по совместительству главный жмот ШНыра. Грузный круглолицый мужчина с бровями-щёточками и мясистым подбородком-пяткой. Широкий, как дубовый пень. Кисть у него подписана татуировкой «КУЛАК», начиная с мизинца, по одной букве на пальце. Когда-то был шныром, но у него умерла пчела. Тем не менее ограда ШНыра его пропускала, и поэтому он там остался.
Меркурий Сергеич — маленького роста, похожий на гнома. Заросли спутанной бороды, чёрной с легкой проседью. Громадный красный нос. Плечи такие, что в ширину он кажется больше, чем в длину. И огромные детские голубые глаза, неожиданные на таком устрашающем лице. Говорит телеграфно-короткими утвердительными предложениями, хотя иногда в книгах может говорить с вопросительно интонацией. Преподает боевой пилотаж.
Вадюша Бизюкин — смешной, порывисто передвигающийся молодой человек лет тридцати. Полноватый, немного смахивающий на выбритую морскую свинку или пингвинчика Лоло из старого мультика. Не ныряющий шныр. Преподает философию и историю ШНыра.
Суповна — повар ШНыра. Постоянно говорит, что уйдёт из Школы, но, тем не менее, работает там чуть ли не со времён первошныров. Называет Кавалерию «Валерочкой». Очень любит всех проклинать, но на самом деле больше всего заботится о шнырах и пегасах. Даже помогала Рине заботиться о Гавре, пока он был щенком. Владеет уникумом — соколом, наделяющим обладателя неистощимой силой (позволяющей ей к примеру голыми руками выкорчевать пень из земли, и перекинуть его через забор).

## Ведьмари
В большинстве своём сформировались из бывших шныров, которые слились с закладками или просто не выдерживали суровых испытаний и реалий Шныра. Уходили с злостью и обидой на ШНыр, но объединиться им помог первошныр Мокша Гай, который сам предал ШНыр и своих друзей-первошныров ещё в первые годы с его основания, поддавшись на искушение эльбов. Однако ведьмари в последние годы стали набирать в свои ряды простых людей, кого-то в качестве берсерков и делмэнов, но больше всего инкубаторов. Источником силы и концентрации ведьмарей является кусок Главной закладки из Зелёного Лабиринта, искажённый магией болота и ставший посредником между нашим и умершим миром, переносящий в наш мир элей для подселения их в людей.
Источником силы ведьмарей является псиос, сила эльбов, которые ведьмари получают от эльбов-опекунов или от ещё не сформировавшихся элей — в качестве инкубаторов. Инкубаторы не подозревают, что внутри них растёт маленькое злобное существо, которое, когда сформируется окончательно, убьёт своего «носителя». При любой попытке раскрытия страшной правды эли блокируют восприятие своего инкубатора, заставляя их переключаться на другую тему или вынуждая попросту пропустить важную информацию мимо ушей или услышать не то, что надо. После «вылупления» из своего инкубатора эли, прожив какое-то время в безопасных для них хранилищах подселяются к человеку уже на правах опекунов, и человек осознаёт это сосуществование и не оказывает сопротивления, поскольку опекуны не убивают своих ведьмарей, относясь к ним как к личным «лошадкам» и одаривая их псиосом.
Псиос — это дар эльбов, источник силы, могущества, власти и бесконечных наслаждений, который можно обменять на деньги, славу, власть или попросту на ощущение счастья, которое с настоящим счастьем не имеет ничего общего. Ведьмари в большинстве своём в жизни являющиеся богатыми и очень обеспеченными людьми, дорожат псиосом больше, чем деньгами. Даже в состоянии личинок-элей эльбы выделяют псиос своей жертве, вместе с которым у инкубатора открывается дар. Но чаще инкубаторы просто становятся зависимы от псиоса, как от наркотика, который даёт бесконечную радость и наслаждение, взамен иссушая зависимого похлеще любого другого наркотического вещества. У ведьмарей-подопечных эльбов тоже есть магия, но её чаще практикуют маги из форта Дионисия Тиграновича Белдо, изредка члены финансового форта Альберта Федоровича Долбушина. Помимо этого, ведьмари стремятся перехватывать закладки, добываемые шнырами, чтобы уничтожить их, поскольку они являются серьёзной помехой для эльбов, которые стремятся поработить их либо присвоить эти закладки себе. Этой задачей занимается форт берсерков под предводительством Ингвара Бориславовича Тилля, которые также являются основными наездниками гиел — крылатых и уродливых помесей льва и гиены, явно порождённых болотом и обладающими способностью чуять закладки. Предводителем всех трёх фортов (именно так называют себя ведьмари), как и много столетий назад, является их основатель — Гай. Хотя проход на двушку закрыт, он стремиться всеми силами прорваться в её сердце, за вторую гряду, где он надеется обрести бессмертие и всемогущество. При этом он готов принести в жертву болоту не только ШНыр, но и весь мир, чем и занимаются активно ведьмари. Хотя для себя и инкубаторов они придумывают очень убедительные и порой благие оправдания, но в реальности они просто продались эльбам в надежде на благополучие и то, что не будут уничтожены в первую очередь, если им всё таки удастся захватить наш мир. Ребята из форта Белдо — боевые маги, с форта Тилля — берсерки, а с форта Долбушина — дэлмены.

## Сходство с сериалами автора
В «ШНыре» много общего с предыдущими сериями Емца — «Таней Гроттер» и «Мефодием Буслаевым», а именно:
- Сашка — Ванька
- Рина — Таня — Варвара
- Кавалерия — Медузия

'Гай — Лигул

Исполняющий обязанности повелителя мрака Лигул рискует лишиться своего места из-за Мефодия Буслаева, который может стать властелином мрака, и предпринимает активные попытки избавиться от наследника мрака. Однако трусливый горбун предпочитает действовать через посредников — стражей из Нижнего Тартара, Гопзия Руриуса Третьего, Арея, Аиду Плаховну. Мокша Гай — очень красивый человек. Волосы длинные, кожа лица выдаёт мёртвые участки только на холоде. Бывший первошныр, один из основателей ШНыра вместе с Митяем Желтоглазым, ныне лидер ведьмарей. Гай может утратить свои силы из-за шныров и поэтому пытается уничтожить Школу Ныряльщиков и привести мир к слиянию с болотом (но при этом прорваться на двушку). Гай когда-то предал своего друга Митяя Желтоглазого, из-за чего Горшеня, творение Желтоглазого, крайне негативно реагирует на имя Гая. Имя Лигула пошло от названия лигулёза — болезни, вызываемой паразитом — лѝгулой и способной вызывать массовую гибель рыбы. В индуизме и джайнизме мокша — освобождение из круговорота рождений и смертей, и всех ограничений материального существования.
Арей — Альберт Долбушин

Оба персонажа занимают высокую должность в мире зла, но ненавидят мрак из-за платы, которую они заплатили за службу тьме, оба ещё сохраняют в себе искру света и могут совершать хорошие поступки. Арей, барон и начальник русской резиденции мрака, овдовел благодаря козням тьмы и с тех пор возненавидел Тартар, но служил ему, до определённого времени не имея в себе сил отказаться от мрака. Свою дочь Варвару Арей долго считал мёртвой, однако позже выяснилось, что она жива, но её память изменена. Варвара не знала, что Арей её отец, и считала родителями других людей. Альберт Долбушин, глава финансового форта ведьмарей, также вдовец, кроме того, ведьмари лишили его и дочери: Анне Долбушиной стёрли память и отправили её тайной шпионкой в ШНыр. Девушка не знает, что она дочь Долбушина, и считает родителями других людей. Из-за этого отношения с коллегами у Альберта Фёдоровича напряжённые. Тайна Анны Долбушиной раскрывается только в конце четвёртой книги, но она по-прежнему пытается прятаться за придуманной сущностью.